# Color Decay
Color Decay es el octavo álbum de estudio de la banda estadounidense de metalcore The Devil Wears Prada, que se lanzó el 16 de septiembre de 2022 a través de Solid State Records. El álbum fue producido por el teclista y programador de la banda, Jonathan Gering. 

## Antecedentes y promoción
El 29 de septiembre de 2021, The Devil Wears Prada lanzó el primer sencillo «Sacrifice» junto con un vídeo musical que lo acompaña. El 3 de febrero de 2022, la banda dio a conocer el segundo sencillo «Watchtower» y su correspondiente vídeo musical. El 7 de junio se lanzó el tercer sencillo «Salt». Al mismo tiempo, anunciaron el álbum en sí, la portada, la lista de canciones y la fecha de lanzamiento. El 26 de julio, la banda lanzó el cuarto sencillo «Time» junto con un vídeo musical. El 13 de septiembre, tres días antes del lanzamiento del álbum, la banda publicó el quinto y último sencillo «Broken».
El 16 de marzo de 2023, la banda lanzó el sexto sencillo «Reaching» y también anunció la edición de lujo del álbum que se lanzará el 5 de mayo de 2023. Al mismo tiempo, la banda reveló oficialmente la portada del álbum y el lista de pistas. El 21 de abril se lanzó su séptimo sencillo, «Ignorance».

## Lista de canciones
| N.º | Título        | Duración |  |
| 1.  | «Exhibition»  | 3:58     |  |
| 2.  | «Salt»        | 3:27     |  |
| 3.  | «Watchtower»  | 2:48     |  |
| 4.  | «Noise»       | 3:42     |  |
| 5.  | «Broken»      | 3:48     |  |
| 6.  | «Sacrifice»   | 4:07     |  |
| 7.  | «Trapped»     | 3:16     |  |
| 8.  | «Time»        | 4:00     |  |
| 9.  | «Twenty-Five» | 3:48     |  |
| 10. | «Fire»        | 3:36     |  |
| 11. | «Hallucinate» | 3:33     |  |
| 12. | «Cancer»      | 4:23     |  |

| Edición de lujo |                                      |          |  |
| N.º             | Título                               | Duración |  |
| 11.             | «Reaching»                           | 3:25     |  |
| 12.             | «Ignorance»                          | 3:14     |  |
| 13.             | «Salt» (acústico)                    | 3:25     |  |
| 14.             | «Broken» (acústico)                  | 3:39     |  |
| 15.             | «Sacrifice» (acústico)               | 3:16     |  |
| 16.             | «Cancer» (acústico)                  | 3:03     |  |
| 17.             | «Watchtower» (En vivo desde Anaheim) | 2:53     |  |
| 18.             | «Salt» (En vivo desde Pittsburgh)    | 3:50     |  |
| 19.             | «Sacrifice» (Ray Volpe remix)        | 4:06     |  |
| 20.             | «Salt» (Fairlane remix)              | 3:28     |  |

## Personal
The Devil Wears Prada
- Mike Hranica – voz principal, guitarras adicionales
- Jeremy DePoyster: voz limpia, guitarra rítmica
- Kyle Sipress – guitarra principal, coros
- Andy Trick – bajo
- Jonathan Gering –  teclados, sintetizador, programación, coros
- Giuseppe Capolupo – batería